# Élections législatives de 2017 dans le Haut-Rhin
Les élections législatives françaises de 2017 se déroulent les 11 et 18 juin 2017. Dans le département du Haut-Rhin, six députés sont à élire dans le cadre de six circonscriptions.

## Élus
| Circonscription                                 | Député sortant     | Parti | Parti | Député élu ou réélu    | Parti | Parti |
| ----------------------------------------------- | ------------------ | ----- | ----- | ---------------------- | ----- | ----- |
| 1re                                             | Éric Straumann     |       | LR    | Éric Straumann         |       | LR    |
| 2e                                              | Jean-Louis Christ* |       | LR    | Jacques Cattin         |       | LR    |
| 3e                                              | Jean-Luc Reitzer   |       | LR    | Jean-Luc Reitzer       |       | LR    |
| 4e                                              | Michel Sordi*      |       | LR    | Raphaël Schellenberger |       | LR    |
| 5e                                              | Arlette Grosskost* |       | LR    | Olivier Becht          |       | DVD   |
| 6e                                              | Francis Hillmeyer  |       | UDI   | Bruno Fuchs            |       | LREM  |
| * député sortant ne se représentant pas en 2017 |                    |       |       |                        |       |       |

## Rappel des résultats départementaux des élections de 2012
| Parti          | Parti                                    | Premier tour | Premier tour | Second tour * | Second tour * | Sièges |
| Parti          | Parti                                    | Voix         | %            | Voix          | %             | Sièges |
| -------------- | ---------------------------------------- | ------------ | ------------ | ------------- | ------------- | ------ |
|                | Union pour un mouvement populaire        | 104 225      | 37,12        | 104 286       | 48,22         | 5      |
|                | Nouveau centre                           | 17 417       | 6,20         | 20 382        | 9,42          | 1      |
|                | Divers droite dont UMP et PCD            | 11 303       | 4,03         |               |               | 0      |
|                | Droite parlementaire                     | 132 945      | 47,35        | 124 668       | 57,64         | 6      |
|                |                                          |              |              |               |               |        |
|                | Parti socialiste                         | 50 308       | 17,92        | 64 185        | 29,68         | 0      |
|                | Europe Écologie Les Verts                | 12 182       | 4,34         | 16 626        | 7,69          | 0      |
|                | Divers gauche dont MRC                   | 4 855        | 1,73         |               |               | 0      |
|                | Majorité présidentielle                  | 67 345       | 23,99        | 80 811        | 37,37         | 0      |
|                |                                          |              |              |               |               |        |
|                | Front national                           | 51 923       | 18,49        | 10 785        | 4,99          | 0      |
|                | Divers écologiste dont MÉI, AÉI et Cap21 | 13 429       | 4,78         |               |               | 0      |
|                | Front de gauche                          | 7 460        | 2,66         | 0             |               |        |
|                | Extrême gauche dont LO et NPA            | 2 978        | 1,06         | 0             |               |        |
|                | Mouvement démocrate                      | 2 962        | 1,06         | 0             |               |        |
|                | Divers                                   | 1 703        | 0,61         | 0             |               |        |
|                |                                          |              |              |               |               |        |
| Inscrits       | Inscrits                                 | 519 470      | 100,00       | 435 895       | 100,00        | 6      |
| Abstentions    | Abstentions                              | 233 951      | 45,04        | 212 607       | 48,77         |        |
| Votants        | Votants                                  | 285 519      | 54,96        | 223 288       | 51,23         |        |
| Blancs et nuls | Blancs et nuls                           | 4 774        | 1,67         | 7 024         | 3,15          |        |
| Exprimés       | Exprimés                                 | 280 745      | 98,33        | 216 264       | 96,85         |        |

## Résultats de l'élection présidentielle de 2017 par circonscription
| Circonscription | 1er tour | 1er tour | 1er tour | 1er tour  |         | 2d tour | 2d tour |
| Circonscription | Macron   | Le Pen   | Fillon   | Mélenchon | Macron  | Le Pen  |         |
| --------------- | -------- | -------- | -------- | --------- | ------- | ------- | ------- |
| Circonscription |          |          |          |           |         |         |         |
| 1re             | 21,84 %  | 25,91 %  | 21,90 %  | 14,07 %   | 60,28 % | 39,72 % |         |
| 2e              | 20,15 %  | 26,41 %  | 22,35 %  | 13,95 %   | 58,75 % | 41,25 % |         |
| 3e              | 17,98 %  | 26,99 %  | 27,18 %  | 11,47 %   | 56,40 % | 43,60 % |         |
| 4e              | 17,61 %  | 32,36 %  | 18,77 %  | 14,28 %   | 50,76 % | 49,24 % |         |
| 5e              | 22,85 %  | 20,96 %  | 24,33 %  | 16,21 %   | 67,24 % | 32,76 % |         |
| 6e              | 19,24 %  | 28,26 %  | 20,50 %  | 16,20 %   | 57,43 % | 42,57 % |         |

## Résultats

### Analyse
Avant ces élections législatives, il était attendu que la droite réussisse à se maintenir dans ce département qui y fortement ancré. Les six députés à remettre leurs sièges en jeu ont tous été élus ou réélus en 2012 sous l'étiquette de l'UMP, exception faite de Francis Hillmeyer, réélu sous l'étiquette du Nouveau Centre.
Les Républicains restent donc largement majoritaires dans ce département avec l'élection ou la réélection de quatre députés et d'un cinquième ayant leur soutien. La situation semblait beaucoup plus compliquée après le premier tour où tous les candidats LR ou soutenus par ce parti, sauf Éric Straumann, se trouvaient distancés par les candidats La République en marche, Francis Hillmeyer se trouvant même éliminé dès le premier tour dans la circonscription d'Illzach.
La République en marche pourtant portée par une vague d'ampleur nationale, ne parvient à remporter qu'un seul siège, celui de la 6e circonscription, à la faveur d'un duel avec le FN, alors que l'on aurait pu s'attendre à un résultat bien meilleur après que cinq candidats sur six circonscriptions soient arrivés en tête et que partout les candidats du mouvement soient qualifiés.
Tout comme à l'échelle nationale, les résultats du Front national sont décevants par rapport à ceux de leur cheffe de file aux présidentielles : un seul candidat se qualifie sur les six circonscriptions pour le second tour, dans la 6e circonscription alors que Marine Le Pen avait pris la tête du scrutin au premier tour dans les 1re, 2e, 4e et 6e circonscriptions atteignant même plus de 32 % des voix dans le secteur de Huningue.
À gauche, c'est une défaite cuisante et annoncée : la France insoumise réalise un score plutôt bas : 7,19 % sur le département (plutôt prévisible et même un peu décevant : Jean-Luc Mélenchon avait réalisé un score départemental de 14,23 % en avril), le Parti socialiste s'effondre complètement : directement présent dans seulement 3 circonscriptions, il n'y dépasse pas 3 % (la candidate PRG qu'il soutient dans la 1re circonscription ne fait pas vraiment mieux : 1,25 %) et il est presque toujours devancé par son ancien allié départemental avec lequel il n'y a pas eu d'accord officiel, Europe Écologie Les Verts.

### Résultats à l'échelle du département
|                                               |                                      |                           |                           |                          |                          |  |
|                                               |                                      | Premier tour 11 juin 2017 | Premier tour 11 juin 2017 | Second tour 18 juin 2017 | Second tour 18 juin 2017 |  |
|                                               |                                      |                           |                           |                          |                          |  |
|                                               |                                      | Nombre                    | % des inscrits            | Nombre                   | % des inscrits           |  |
| Inscrits                                      | Inscrits                             | 526 648                   | 100,00                    | 526 584                  | 100,00                   |  |
| Abstentions                                   | Abstentions                          | 285 744                   | 54,26                     | 312 926                  | 59,43                    |  |
| Votants                                       | Votants                              | 240 904                   | 45,74                     | 213 658                  | 40,57                    |  |
|                                               |                                      |                           | % des votants             |                          | % des votants            |  |
| Bulletins blancs                              | Bulletins blancs                     | 3 778                     | 1,57                      | 11 822                   | 5,53                     |  |
| Bulletins nuls                                | Bulletins nuls                       | 1 324                     | 0,55                      | 3 654                    | 1,71                     |  |
| Suffrages exprimés                            | Suffrages exprimés                   | 235 802                   | 97,88                     | 198 182                  | 92,76                    |  |
|                                               |                                      |                           |                           |                          |                          |  |
| Étiquette politique                           | Étiquette politique                  | Voix                      | % des exprimés            | Voix                     | % des exprimés           |  |
|                                               |                                      |                           |                           |                          |                          |  |
|                                               | La République en marche              | 75 885                    | 32,18                     | 93 790                   | 47,33                    |  |
|                                               | Les Républicains                     | 43 493                    | 18,44                     | 76 184                   | 38,44                    |  |
|                                               | Front national                       | 31 897                    | 13,53                     | 11 401                   | 5,75                     |  |
|                                               | La France insoumise                  | 16 959                    | 7,19                      |                          |                          |  |
|                                               | Divers droite                        | 16 405                    | 6,96                      | 16 807                   | 8,48                     |  |
|                                               | Régionaliste                         | 16 016                    | 6,79                      |                          |                          |  |
|                                               | Écologiste                           | 11 295                    | 4,79                      |                          |                          |  |
|                                               | Union des démocrates et indépendants | 8 614                     | 3,65                      |                          |                          |  |
|                                               | Divers                               | 6 369                     | 2,70                      |                          |                          |  |
|                                               | Debout la France                     | 3 257                     | 1,38                      |                          |                          |  |
|                                               | Parti socialiste                     | 1 818                     | 0,77                      |                          |                          |  |
|                                               | Extrême gauche                       | 1 398                     | 0,59                      |                          |                          |  |
|                                               | Parti communiste français            | 1 190                     | 0,50                      |                          |                          |  |
|                                               | Extrême droite                       | 673                       | 0,29                      |                          |                          |  |
|                                               | Parti radical de gauche              | 446                       | 0,19                      |                          |                          |  |
|                                               | Divers gauche                        | 87                        | 0,04                      |                          |                          |  |
| Source : Ministère de l'Intérieur - Haut-Rhin |                                      |                           |                           |                          |                          |  |

### Résultats par circonscription

#### Première circonscription
Député sortant : Éric Straumann (Les Républicains).
|                                                                           | |                           |                           |                          |                          |
|                                                                           | | Premier tour 11 juin 2017 | Premier tour 11 juin 2017 | Second tour 18 juin 2017 | Second tour 18 juin 2017 |
|                                                                           | |                           |                           |                          |                          |
|                                                                           | | Nombre                    | % des inscrits            | Nombre                   | % des inscrits           |
| Inscrits                                                                  | Inscrits                                                                                                 | 76 086                    | 100,00                    | 76 069                   | 100,00                   |
| Abstentions                                                               | Abstentions                                                                                              | 39 957                    | 52,52                     | 43 958                   | 57,79                    |
| Votants                                                                   | Votants                                                                                                  | 36 129                    | 47,48                     | 32 111                   | 42,21                    |
|                                                                           | |                           | % des votants             |                          | % des votants            |
| Bulletins blancs                                                          | Bulletins blancs                                                                                         | 391                       | 1,08                      | 1 211                    | 3,77                     |
| Bulletins nuls                                                            | Bulletins nuls                                                                                           | 154                       | 0,43                      | 538                      | 1,68                     |
| Suffrages exprimés                                                        | Suffrages exprimés                                                                                       | 35 584                    | 98,49                     | 30 362                   | 94,55                    |
|                                                                           | |                           |                           |                          |                          |
| Candidat Étiquette politique (partis et alliances)                        | Candidat Étiquette politique (partis et alliances)                                                       | Voix                      | % des exprimés            | Voix                     | % des exprimés           |
|                                                                           | |                           |                           |                          |                          |
|                                                                           | Éric Straumann (député sortant) Les Républicains (Union des démocrates et indépendants)                  | 13 444                    | 37,78                     | 20 163                   | 66,41                    |
|                                                                           | Stéphanie Villemin La République en marche                                                               | 9 339                     | 26,24                     | 10 199                   | 33,59                    |
|                                                                           | Marie-Hélène de Lacoste-Lareymondie Front national                                                       | 4 063                     | 11,42                     |                          |                          |
|                                                                           | Didier Ottermann La France insoumise                                                                     | 1 901                     | 5,34                      |                          |                          |
|                                                                           | Frédéric Hilbert Europe Écologie Les Verts                                                               | 1 642                     | 4,61                      |                          |                          |
|                                                                           | Nadia Hoog Régionaliste (Unser Land)                                                                     | 1 096                     | 3,08                      |                          |                          |
|                                                                           | Philippe Rogala Divers droite                                                                            | 1 015                     | 2,85                      |                          |                          |
|                                                                           | Fabien Badariotti Divers (Parti animaliste)                                                              | 590                       | 1,66                      |                          |                          |
|                                                                           | Christophe Kleitz Divers (Parti du vote blanc)                                                           | 501                       | 1,41                      |                          |                          |
|                                                                           | Marie-Agnès Strazel Parti radical de gauche (Union des démocrates et des écologistes - Parti socialiste) | 446                       | 1,25                      |                          |                          |
|                                                                           | Erol Yucel Divers (Parti égalité et justice)                                                             | 413                       | 1,16                      |                          |                          |
|                                                                           | Sabrina Blondé Debout la France                                                                          | 406                       | 1,14                      |                          |                          |
|                                                                           | Lydia Beroff Divers (Union populaire républicaine)                                                       | 173                       | 0,49                      |                          |                          |
|                                                                           | Joël Jérome Divers                                                                                       | 168                       | 0,47                      |                          |                          |
|                                                                           | Gilles Schaffar Lutte ouvrière                                                                           | 146                       | 0,41                      |                          |                          |
|                                                                           | Régine Mariage Parti communiste français                                                                 | 114                       | 0,32                      |                          |                          |
|                                                                           | Paul Martin Divers gauche (Mouvement des progressistes)                                                  | 70                        | 0,20                      |                          |                          |
|                                                                           | Christophe Elchinger Divers                                                                              | 57                        | 0,16                      |                          |                          |
| Source : Ministère de l'Intérieur - Première circonscription du Haut-Rhin | |                           |                           |                          |                          |

#### Deuxième circonscription
Député sortant : Jean-Louis Christ (Les Républicains).
|                                                                           |                                                                        |                           |                           |                          |                          |
|                                                                           |                                                                        | Premier tour 11 juin 2017 | Premier tour 11 juin 2017 | Second tour 18 juin 2017 | Second tour 18 juin 2017 |
|                                                                           |                                                                        |                           |                           |                          |                          |
|                                                                           |                                                                        | Nombre                    | % des inscrits            | Nombre                   | % des inscrits           |
| Inscrits                                                                  | Inscrits                                                               | 92 268                    | 100,00                    | 92 208                   | 100,00                   |
| Abstentions                                                               | Abstentions                                                            | 47 294                    | 51,26                     | 52 415                   | 56,84                    |
| Votants                                                                   | Votants                                                                | 44 974                    | 48,74                     | 39 793                   | 43,16                    |
|                                                                           |                                                                        |                           | % des votants             |                          | % des votants            |
| Bulletins blancs                                                          | Bulletins blancs                                                       | 656                       | 1,46                      | 1 997                    | 5,02                     |
| Bulletins nuls                                                            | Bulletins nuls                                                         | 253                       | 0,56                      | 821                      | 2,06                     |
| Suffrages exprimés                                                        | Suffrages exprimés                                                     | 44 065                    | 97,98                     | 36 975                   | 92,92                    |
|                                                                           |                                                                        |                           |                           |                          |                          |
| Candidat Étiquette politique (partis et alliances)                        | Candidat Étiquette politique (partis et alliances)                     | Voix                      | % des exprimés            | Voix                     | % des exprimés           |
|                                                                           |                                                                        |                           |                           |                          |                          |
|                                                                           | Hubert Ott La République en marche (Mouvement démocrate)               | 15 826                    | 35,92                     | 17 974                   | 48,61                    |
|                                                                           | Jacques Cattin Les Républicains (Union des démocrates et indépendants) | 10 679                    | 24,23                     | 19 001                   | 51,39                    |
|                                                                           | Grégory Stich Front national                                           | 5 586                     | 12,68                     |                          |                          |
|                                                                           | Daniel Loewert Régionaliste (Unser Land)                               | 3 278                     | 7,44                      |                          |                          |
|                                                                           | Christelle Millet La France insoumise                                  | 3 156                     | 7,16                      |                          |                          |
|                                                                           | Laurent Dreyfus Europe Écologie Les Verts                              | 2 523                     | 5,73                      |                          |                          |
|                                                                           | Marie-Paule Gay Divers droite (Résistons)                              | 630                       | 1,43                      |                          |                          |
|                                                                           | Denise Favrel Debout la France                                         | 579                       | 1,31                      |                          |                          |
|                                                                           | Hervé Frantz Divers droite (577-Les Indépendants)                      | 444                       | 1,01                      |                          |                          |
|                                                                           | Nicolas Petitdemange Divers (Parti pirate)                             | 405                       | 0,92                      |                          |                          |
|                                                                           | Françoise Langard Divers (Union populaire républicaine)                | 268                       | 0,61                      |                          |                          |
|                                                                           | Mehmet Turkes Divers (Parti égalité et justice)                        | 238                       | 0,54                      |                          |                          |
|                                                                           | Philippe Soucier Lutte ouvrière                                        | 233                       | 0,53                      |                          |                          |
|                                                                           | Jérôme Fukas Parti communiste français                                 | 220                       | 0,50                      |                          |                          |
|                                                                           | Dylan Moerman Écologiste                                               | 0                         | 0,00                      |                          |                          |
| Source : Ministère de l'Intérieur - Deuxième circonscription du Haut-Rhin |                                                                        |                           |                           |                          |                          |

#### Troisième circonscription
Député sortant : Jean-Luc Reitzer (Les Républicains).
|                                                                            | |                           |                           |                          |                          |
|                                                                            | | Premier tour 11 juin 2017 | Premier tour 11 juin 2017 | Second tour 18 juin 2017 | Second tour 18 juin 2017 |
|                                                                            | |                           |                           |                          |                          |
|                                                                            | | Nombre                    | % des inscrits            | Nombre                   | % des inscrits           |
| Inscrits                                                                   | Inscrits | 85 719                    | 100,00                    | 85 719                   | 100,00                   |
| Abstentions                                                                | Abstentions | 45 922                    | 53,57                     | 49 150                   | 57,34                    |
| Votants                                                                    | Votants | 39 797                    | 46,43                     | 36 569                   | 42,66                    |
|                                                                            | |                           | % des votants             |                          | % des votants            |
| Bulletins blancs                                                           | Bulletins blancs | 588                       | 1,48                      | 1 883                    | 5,15                     |
| Bulletins nuls                                                             | Bulletins nuls | 210                       | 0,53                      | 622                      | 1,70                     |
| Suffrages exprimés                                                         | Suffrages exprimés                                                                                                  | 38 999                    | 97,99                     | 34 064                   | 93,15                    |
|                                                                            | |                           |                           |                          |                          |
| Candidat Étiquette politique (partis et alliances)                         | Candidat Étiquette politique (partis et alliances)                                                                  | Voix                      | % des exprimés            | Voix                     | % des exprimés           |
|                                                                            | |                           |                           |                          |                          |
|                                                                            | Patrick Striby La République en marche                                                                              | 12 419                    | 31,84                     | 15 277                   | 44,85                    |
|                                                                            | Jean-Luc Reitzer (député sortant) Les Républicains (Union des démocrates et indépendants)                           | 11 630                    | 29,82                     | 18 787                   | 55,15                    |
|                                                                            | Katia Di Leonardo Front national                                                                                    | 3 960                     | 10,15                     |                          |                          |
|                                                                            | Hervé Ott Régionaliste (Unser Land)                                                                                 | 3 387                     | 8,68                      |                          |                          |
|                                                                            | Marianne Berçot La France insoumise                                                                                 | 2 195                     | 5,63                      |                          |                          |
|                                                                            | Antoine Waechter Écologiste (Mouvement écologiste indépendant - Confédération pour l'homme, l'animal et la planète) | 1 936                     | 4,96                      |                          |                          |
|                                                                            | Jean-Michel Monteillet Debout la France                                                                             | 1 052                     | 2,70                      |                          |                          |
|                                                                            | Catherine Dahmane Régionaliste (Alsace d'abord)                                                                     | 1 046                     | 2,68                      |                          |                          |
|                                                                            | Alain Tavan Divers droite (Centre national des indépendants et paysans)                                             | 456                       | 1,17                      |                          |                          |
|                                                                            | Denis Albisser Divers droite                                                                                        | 404                       | 1,04                      |                          |                          |
|                                                                            | Brigitte Richart Divers (Union populaire républicaine)                                                              | 276                       | 0,71                      |                          |                          |
|                                                                            | Géraud Ferry Lutte ouvrière                                                                                         | 238                       | 0,61                      |                          |                          |
| Source : Ministère de l'Intérieur - Troisième circonscription du Haut-Rhin | |                           |                           |                          |                          |

#### Quatrième circonscription
Député sortant : Michel Sordi (Les Républicains).
|                                                                            | |                           |                           |                          |                          |
|                                                                            | | Premier tour 11 juin 2017 | Premier tour 11 juin 2017 | Second tour 18 juin 2017 | Second tour 18 juin 2017 |
|                                                                            | |                           |                           |                          |                          |
|                                                                            | | Nombre                    | % des inscrits            | Nombre                   | % des inscrits           |
| Inscrits                                                                   | Inscrits | 102 687                   | 100,00                    | 102 685                  | 100,00                   |
| Abstentions                                                                | Abstentions | 56 659                    | 55,18                     | 63 482                   | 61,82                    |
| Votants                                                                    | Votants | 46 028                    | 44,82                     | 39 203                   | 38,18                    |
|                                                                            | |                           | % des votants             |                          | % des votants            |
| Bulletins blancs                                                           | Bulletins blancs                                                                                                  | 792                       | 1,72                      | 2 346                    | 5,98                     |
| Bulletins nuls                                                             | Bulletins nuls | 285                       | 0,62                      | 1 019                    | 2,60                     |
| Suffrages exprimés                                                         | Suffrages exprimés                                                                                                | 44 951                    | 97,66                     | 35 838                   | 91,42                    |
|                                                                            | |                           |                           |                          |                          |
| Candidat Étiquette politique (partis et alliances)                         | Candidat Étiquette politique (partis et alliances)                                                                | Voix                      | % des exprimés            | Voix                     | % des exprimés           |
|                                                                            | |                           |                           |                          |                          |
|                                                                            | Aurélie Tacquard La République en marche                                                                          | 14 741                    | 32,79                     | 17 604                   | 49,12                    |
|                                                                            | Raphaël Schellenberger Les Républicains                                                                           | 7 756                     | 17,25                     | 18 234                   | 50,88                    |
|                                                                            | Alain Favaletto Front national                                                                                    | 7 495                     | 16,67                     |                          |                          |
|                                                                            | David Duss Régionaliste (Unser Land)                                                                              | 3 818                     | 8,49                      |                          |                          |
|                                                                            | Gabriel Weisser La France insoumise                                                                               | 3 806                     | 8,47                      |                          |                          |
|                                                                            | Cyrille Ast Union des démocrates et indépendants                                                                  | 2 202                     | 4,90                      |                          |                          |
|                                                                            | Michel Knoerr Europe Écologie Les Verts                                                                           | 1 735                     | 3,86                      |                          |                          |
|                                                                            | Alain Bucher Divers (Parti du vote blanc)                                                                         | 973                       | 2,16                      |                          |                          |
|                                                                            | David Florange Écologiste (Mouvement écologiste indépendant - Confédération pour l'homme, l'animal et la planète) | 713                       | 1,59                      |                          |                          |
|                                                                            | José Sanjuan Extrême droite (Union des patriotes)                                                                 | 495                       | 1,10                      |                          |                          |
|                                                                            | Nadia Peter-Lantz Parti communiste français                                                                       | 411                       | 0,91                      |                          |                          |
|                                                                            | Christophe Alvarez Divers (Union populaire républicaine)                                                          | 310                       | 0,69                      |                          |                          |
|                                                                            | Aimé Sense Lutte ouvrière                                                                                         | 299                       | 0,67                      |                          |                          |
|                                                                            | Mustafa Sarica Divers (Parti égalité et justice)                                                                  | 180                       | 0,40                      |                          |                          |
|                                                                            | Claude Holler Divers gauche                                                                                       | 17                        | 0,04                      |                          |                          |
| Source : Ministère de l'Intérieur - Quatrième circonscription du Haut-Rhin | |                           |                           |                          |                          |

#### Cinquième circonscription
Député sortant : Arlette Grosskost (Les Républicains).
|                                                                            | |                           |                           |                          |                          |
|                                                                            | | Premier tour 11 juin 2017 | Premier tour 11 juin 2017 | Second tour 18 juin 2017 | Second tour 18 juin 2017 |
|                                                                            | |                           |                           |                          |                          |
|                                                                            | | Nombre                    | % des inscrits            | Nombre                   | % des inscrits           |
| Inscrits                                                                   | Inscrits | 77 491                    | 100,00                    | 77 491                   | 100,00                   |
| Abstentions                                                                | Abstentions | 43 067                    | 55,58                     | 46 069                   | 59,45                    |
| Votants                                                                    | Votants | 34 424                    | 44,42                     | 31 422                   | 40,55                    |
|                                                                            | |                           | % des votants             |                          | % des votants            |
| Bulletins blancs                                                           | Bulletins blancs                                                                                                  | 669                       | 1,94                      | 2 110                    | 6,72                     |
| Bulletins nuls                                                             | Bulletins nuls | 232                       | 0,67                      | 178                      | 0,57                     |
| Suffrages exprimés                                                         | Suffrages exprimés                                                                                                | 33 523                    | 97,38                     | 29 134                   | 92,72                    |
|                                                                            | |                           |                           |                          |                          |
| Candidat Étiquette politique (partis et alliances)                         | Candidat Étiquette politique (partis et alliances)                                                                | Voix                      | % des exprimés            | Voix                     | % des exprimés           |
|                                                                            | |                           |                           |                          |                          |
|                                                                            | Cécile Lehr La République en marche                                                                               | 11 043                    | 32,94                     | 12 327                   | 42,31                    |
|                                                                            | Olivier Becht Divers droite (Les Républicains - Union des démocrates et indépendants)                             | 10 211                    | 30,46                     | 16 807                   | 57,69                    |
|                                                                            | Christelle Ritz Front national                                                                                    | 4 097                     | 12,22                     |                          |                          |
|                                                                            | Geneviève Enggasser La France insoumise                                                                           | 2 469                     | 7,37                      |                          |                          |
|                                                                            | Ghislaine Rouge dit Gaillard Régionaliste (Unser Land)                                                            | 1 188                     | 3,54                      |                          |                          |
|                                                                            | Florence Peter Europe Écologie Les Verts                                                                          | 1 106                     | 3,30                      |                          |                          |
|                                                                            | Abdellatif Timdouine Parti socialiste                                                                             | 838                       | 2,50                      |                          |                          |
|                                                                            | Pascal Tschaen Debout la France                                                                                   | 601                       | 1,79                      |                          |                          |
|                                                                            | Laure Gisie Divers (Parti animaliste)                                                                             | 458                       | 1,37                      |                          |                          |
|                                                                            | Jean Bitterlin Écologiste (Mouvement écologiste indépendant - Confédération pour l'homme, l'animal et la planète) | 415                       | 1,24                      |                          |                          |
|                                                                            | Guillaume Reffay Divers (Mouvement 100 % - Alliance écologiste indépendante)                                      | 238                       | 0,71                      |                          |                          |
|                                                                            | Kadir Guzle Divers (Parti égalité et justice)                                                                     | 227                       | 0,68                      |                          |                          |
|                                                                            | Julien Wostyn Lutte ouvrière                                                                                      | 213                       | 0,64                      |                          |                          |
|                                                                            | Alex Saint-Phor Divers (Union populaire républicaine)                                                             | 212                       | 0,63                      |                          |                          |
|                                                                            | Bertrand Grosz Parti communiste français                                                                          | 207                       | 0,62                      |                          |                          |
| Source : Ministère de l'Intérieur - Cinquième circonscription du Haut-Rhin | |                           |                           |                          |                          |

#### Sixième circonscription
Député sortant : Francis Hillmeyer (Union des démocrates et indépendants).
|                                                                          | |                           |                           |                          |                          |
|                                                                          | | Premier tour 11 juin 2017 | Premier tour 11 juin 2017 | Second tour 18 juin 2017 | Second tour 18 juin 2017 |
|                                                                          | |                           |                           |                          |                          |
|                                                                          | | Nombre                    | % des inscrits            | Nombre                   | % des inscrits           |
| Inscrits                                                                 | Inscrits | 92 407                    | 100,00                    | 92 418                   | 100,00                   |
| Abstentions                                                              | Abstentions | 52 853                    | 57,20                     | 57 848                   | 62,59                    |
| Votants                                                                  | Votants | 39 554                    | 42,80                     | 34 570                   | 37,41                    |
|                                                                          | |                           | % des votants             |                          | % des votants            |
| Bulletins blancs                                                         | Bulletins blancs                                                                                               | 681                       | 1,72                      | 2 187                    | 6,33                     |
| Bulletins nuls                                                           | Bulletins nuls                                                                                                 | 185                       | 0,47                      | 574                      | 1,66                     |
| Suffrages exprimés                                                       | Suffrages exprimés                                                                                             | 38 688                    | 97,81                     | 31 809                   | 92,01                    |
|                                                                          | |                           |                           |                          |                          |
| Candidat Étiquette politique (partis et alliances)                       | Candidat Étiquette politique (partis et alliances)                                                             | Voix                      | % des exprimés            | Voix                     | % des exprimés           |
|                                                                          | |                           |                           |                          |                          |
|                                                                          | Bruno Fuchs La République en marche                                                                            | 12 519                    | 32,36                     | 20 408                   | 64,16                    |
|                                                                          | Sylvain Marcelli Front national                                                                                | 6 696                     | 17,31                     | 11 401                   | 35,84                    |
|                                                                          | Francis Hillmeyer (député sortant) Union des démocrates et indépendants (Les Républicains)                     | 6 412                     | 16,57                     |                          |                          |
|                                                                          | Philippe Duffau La France insoumise                                                                            | 3 432                     | 8,87                      |                          |                          |
|                                                                          | Lara Million Divers droite (Les Républicains diss.)                                                            | 3 244                     | 8,39                      |                          |                          |
|                                                                          | Laurent Roth Régionaliste (Unser Land)                                                                         | 2 203                     | 5,69                      |                          |                          |
|                                                                          | Pierre Parra Parti socialiste                                                                                  | 980                       | 2,53                      |                          |                          |
|                                                                          | Ralph Wicky Écologiste (Mouvement écologiste indépendant - Confédération pour l'homme, l'animal et la planète) | 717                       | 1,85                      |                          |                          |
|                                                                          | Caroline Widloecher-Reymann Debout la France                                                                   | 619                       | 1,60                      |                          |                          |
|                                                                          | Martine Lapouble-Barthou Écologiste (Mouvement 100%)                                                           | 507                       | 1,31                      |                          |                          |
|                                                                          | Nathalie Mulot Lutte ouvrière                                                                                  | 269                       | 0,70                      |                          |                          |
|                                                                          | Mehmet Han Simsek Divers (Parti égalité et justice)                                                            | 251                       | 0,65                      |                          |                          |
|                                                                          | Christophe Pouysegur Parti communiste français                                                                 | 238                       | 0,62                      |                          |                          |
|                                                                          | David Bizet Divers                                                                                             | 234                       | 0,60                      |                          |                          |
|                                                                          | Fausta de Maestri Divers (Union populaire républicaine)                                                        | 189                       | 0,49                      |                          |                          |
|                                                                          | Mildred Frey Extrême droite (Union des patriotes - Comités Jeanne)                                             | 178                       | 0,46                      |                          |                          |
| Source : Ministère de l'Intérieur - Sixième circonscription du Haut-Rhin | |                           |                           |                          |                          |